# Primeira Guerra Servil
A Primeira Guerra Servil (135–132 a.C.) foi uma revolta de escravos iniciada em Enna, na ilha da Sicília, liderada por Euno, um ex-escravo que alegava ser um profeta, e Cleão, um siliciano que se tornou o comandante militar de Euno. Depois de algumas batalhas vencidas pelos escravos, um grande exército romano chegou à Sicília e derrotou os rebeldes. A guerra teve origem nas más condições em que se encontravam os escravos desde o fim da dominação cartaginesa.

## Contexto
Depois da expulsão final dos cartagineses durante a Segunda Guerra Púnica, grandes mudanças ocorreram na posse de terras cultiváveis na Sicília. Especuladores vindos de toda a Itália correram para a ilha, comprando grandes lotes de terra a preços baixos ou simplesmente tomando terras que pertenciam aos sicilianos aliados dos cartagineses.
Os sicilianos aliados dos romanos também ficaram ricos com a desgraça de seus conterrâneos. Segundo Diodoro Sículo, proprietários de escravos politicamente influentes, geralmente cavaleiros romanos, estavam acostumados a não proverem comida suficiente e vestuário adequado para seus escravos, que acabavam se tornando bandidos para sobreviverem. Os sicilianos mais pobres eram os que mais sofriam as consequências.
Décadas de crescentes tensões finalmente resultaram em uma guerra depois de uma revolta local dos escravos.

## Guerra

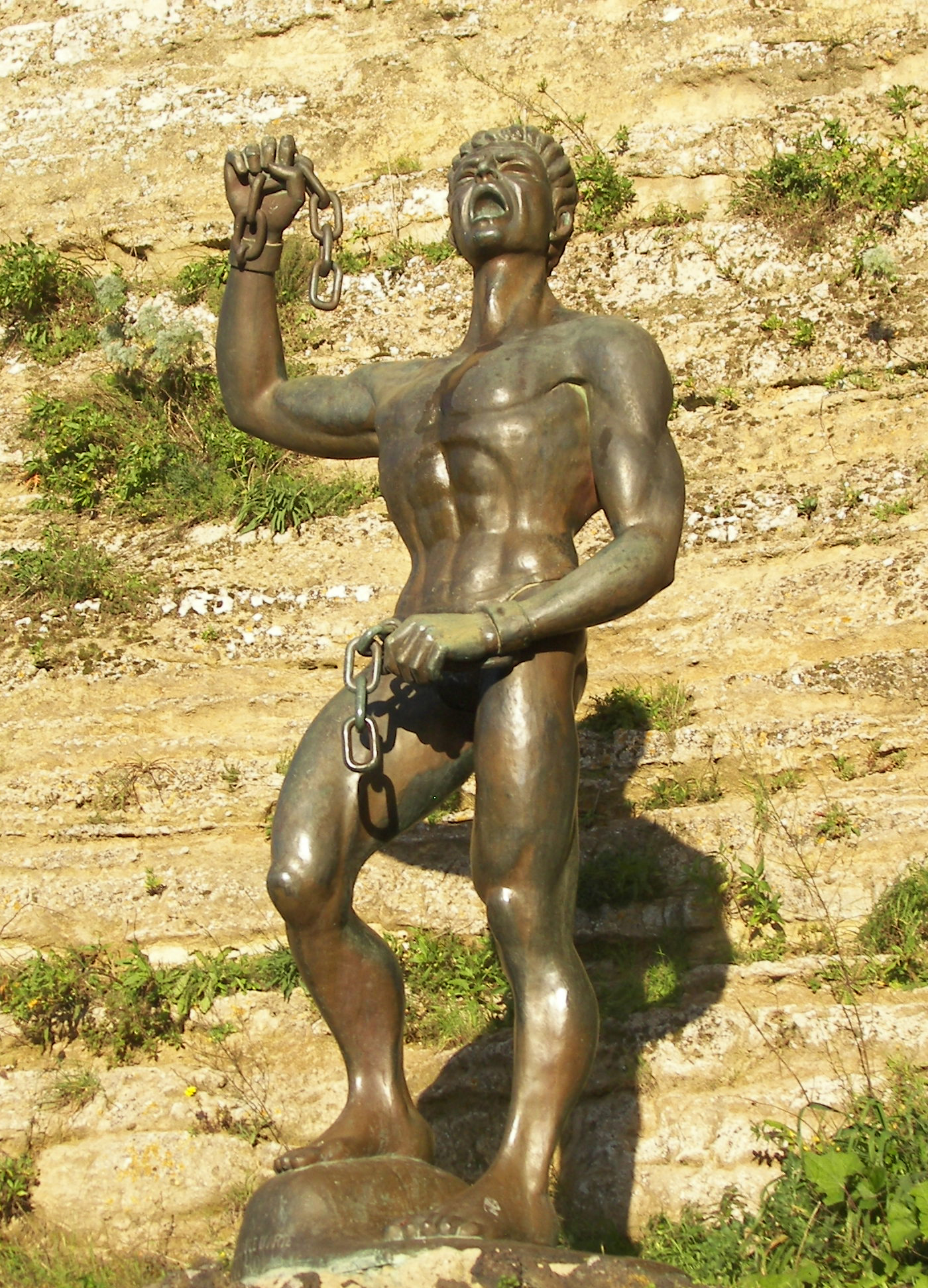
Estátua de Euno em Enna, na Sicília.

O chefe dos escravos era um sírio, natural de Apameia, chamado Euno, tratado como profeta e mago entre os escravos. Ainda escravo, seu mestre o empregava como artista em suas festas, nas quais Euno realizava seus truques de manipulação e cuspia fogo. Durante sua performance, ele repetia um discurso ensaiado — considerado divertido pelos que ouviam — no qual afirmava que a sociedade siciliana experimentaria uma inversão de papéis: os aristocratas seriam mortos ou escravizados e ele seria o rei. Para os que lhe davam gorjetas, Euno prometia que pouparia assim que assumisse seu reino, uma promessa que ele cumpriu para alguns durante a revolta.
A revolta começou no final de 136 a.C. quando Euno, à frente de 400 escravos, invadiu Enna e capturou os nobres da cidade. Esta pequena vitória resultou na revolta de outros 6 000 escravos na região, que proclamaram Euno seu rei (com o nome de "Antíoco") e começaram a saquear as redondezas. Os feitos deste desorganizado exército chegaram aos ouvidos de Cleão, que, à frente de outros 14 000 escravos, se juntou a Euno e foi nomeado seu general. Os romanos tentaram conter a rebelião, mas foram derrotados sucessivamente pelas forças de Cleão.
Em 135 AC, Euno conquistou Catânia e Tauromênio.
Em 134 a.C., depois que ficou claro para os romanos que a revolta não seria mais contida apenas pelos esforços dos pretores locais, o cônsul Caio Fúlvio Flaco seguiu para a Sicília à frente de seu exército consular.
Em 133 AC, já eram entre 70 000 e 200 000 rebeldes, de acordo com diferentes fontes. Os rebeldes cercaram Messana, mas foram duramente derrotados pelo cônsul Lúcio Calpúrnio Pisão Frúgio e obrigados a recuar.
Em 132 a.C., os escravos foram cercados por Públio Rupílio em Tauromênio, onde resistiram por um longo tempo, lançando mão inclusive do canibalismo. Segundo as fontes, primeiro foram sacrificadas as crianças, depois as mulheres e, por fim, os homens. O terror só terminou quando um dos líderes, chamado Serapião, traindo seus companheiros, abriu as portas da cidadela. Todos os escravos capturados foram, como mandava a lei romana, torturados e mortos (neste caso, foram atirados do alto do rochedo de Tauromênio).
Pouco depois, Enna, onde estavam refugiados Euno e Cleão, foi capturada pelos romanos; o rei foi preso e o general, morto. Diodoro Sículo conta que Euno foi levado prisioneiro para Morgantina, uma cidade rebelde como Enna. Depois da queda de seu rei, os escravos restantes foram rapidamente derrotados. Cerca de 20 000 foram mortos e o restante acabou a guerra numa situação ainda pior do que estavam quando ela começou. Apesar de tudo, foi aprovada a Lex Rupilia, que reorganizou, do ponto de vista jurídico, as relações entre as cidades sicilianas (e seus territórios) e o estado romano.
Pouco se sabe da participação do próprio Euno na guerra, pois apenas seus inimigos deixaram relatos escritos, nos quais o crédito pelas vitórias foi atribuído a Cleão. Porém, é possível que Euno tenha sido um homem de considerável habilidade política, pois conseguiu manter sua posição durante toda a guerra e manteve sob controle os serviços de pessoas que, em situação normal, teriam sido seus superiores hierárquicos. Esta foi a primeira das Guerras Servis contra a República Romana. A última, no século seguinte, e mais famosa foi liderada por Espártaco.